# Emirşah
Emirşah ist ein Dorf (Köy) im Bezirk Çaycuma und der türkischen Provinz Zonguldak, dessen Einwohnerzahl 580 beträgt (Stand: 2009).